# Bělčovice

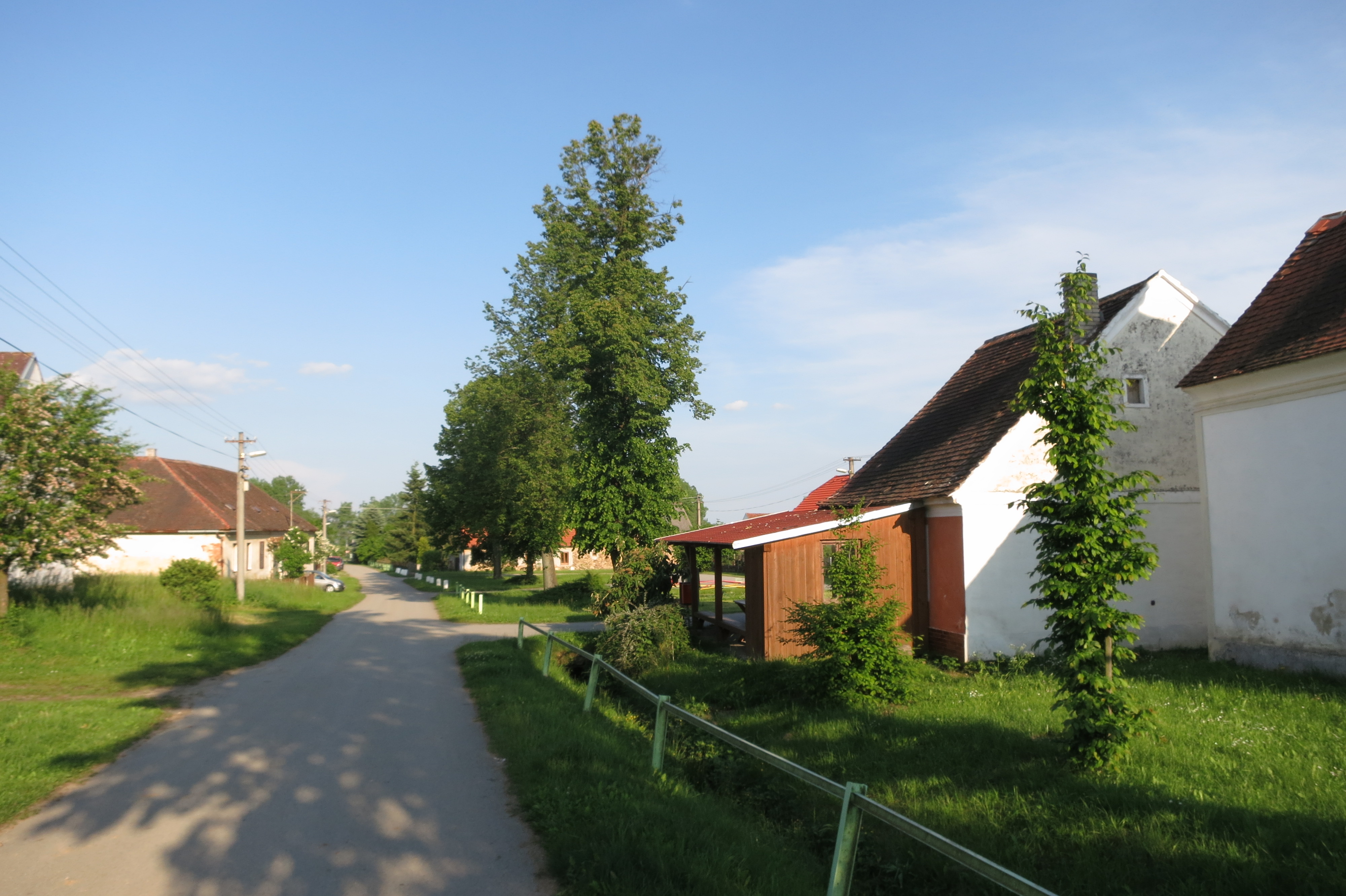
Dorfanger

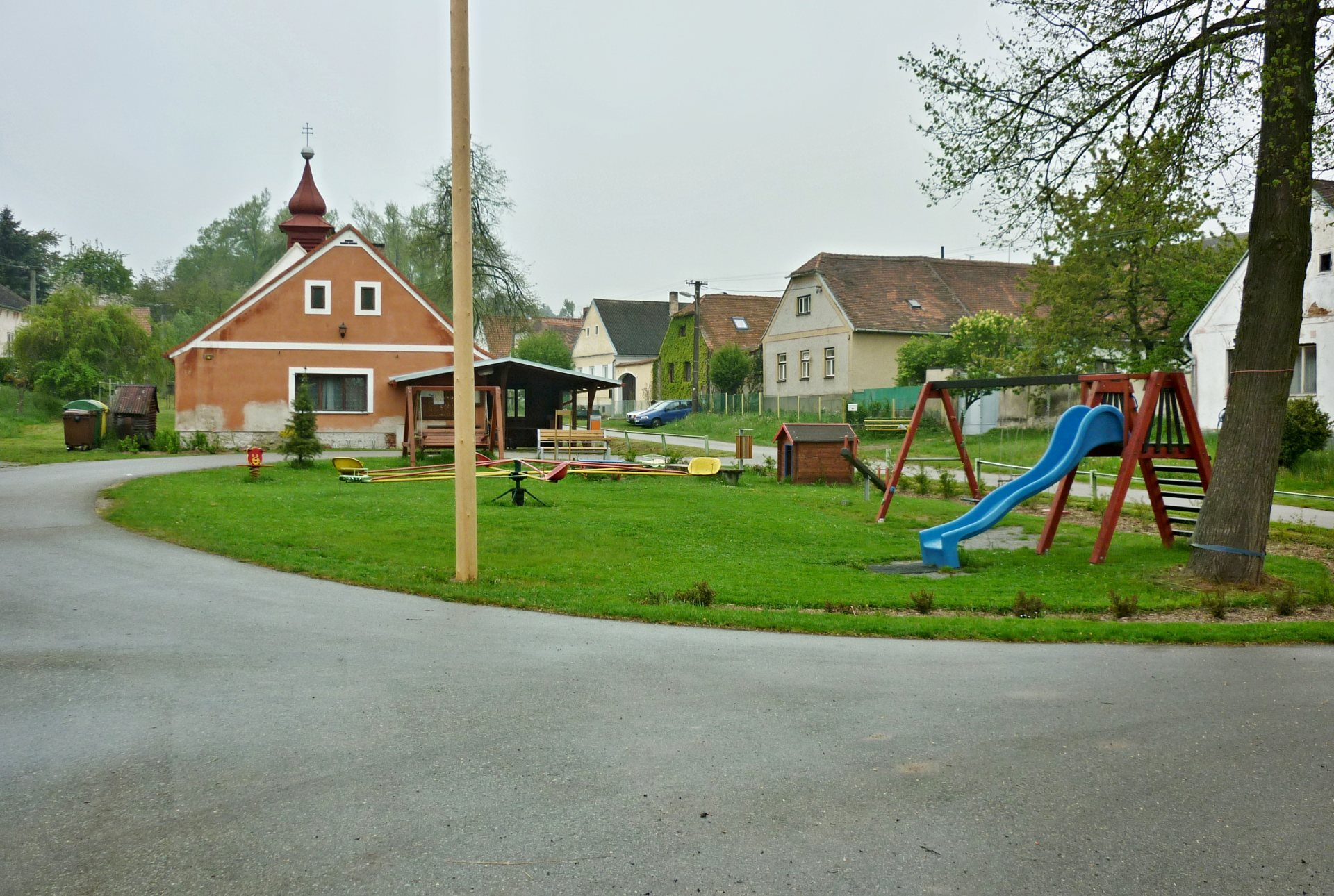
Spielplatz

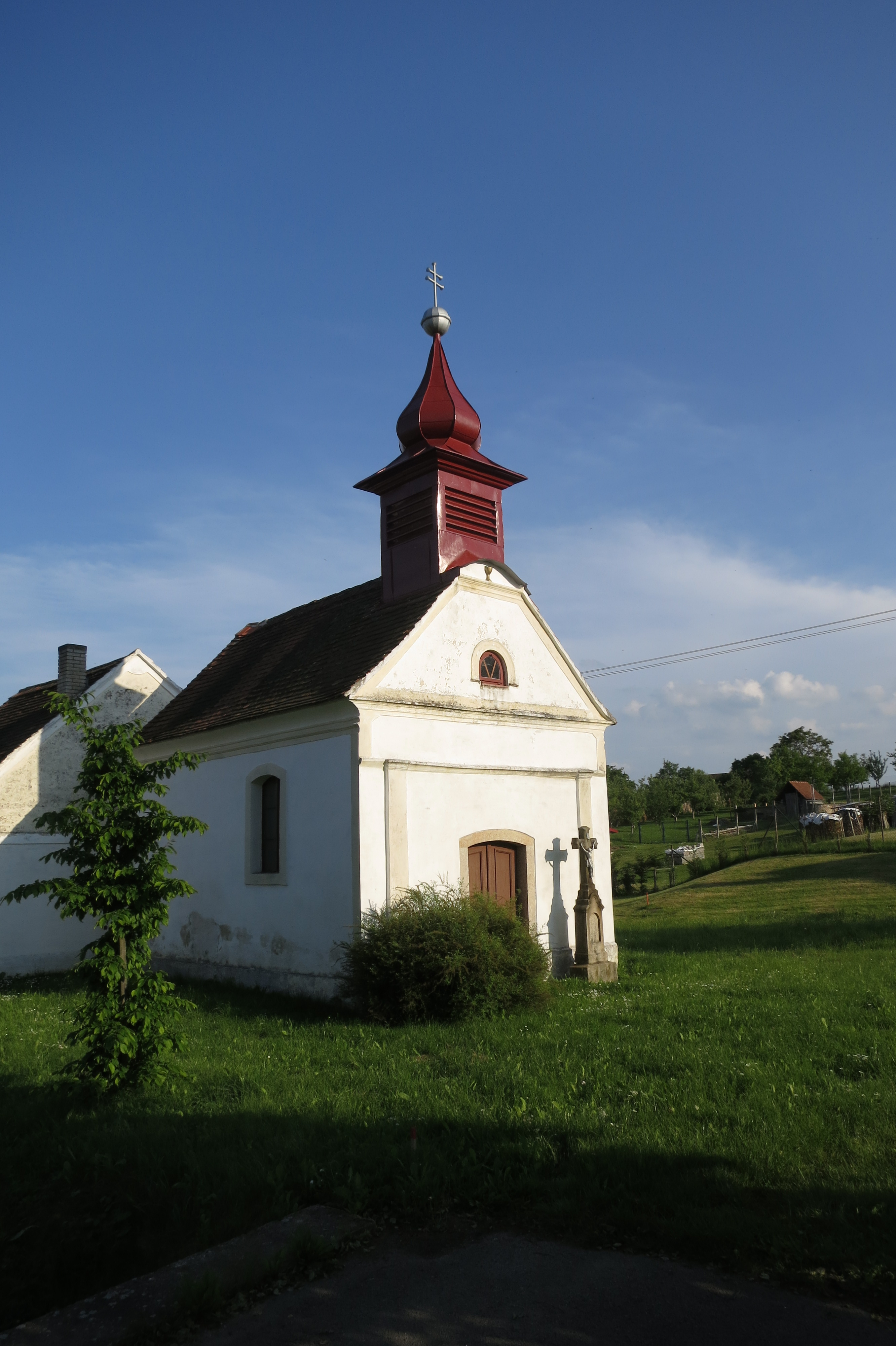
Christkönigs-Kapelle

Bělčovice (deutsch Wispitz) ist ein Ortsteil der Gemeinde Dešná in Tschechien. Er liegt sechs Kilometer südwestlich von Jemnice und gehört zum Okres Jindřichův Hradec.

## Geographie
Das Längsangerdorf Bělčovice erstreckt sich am Oberlauf des Baches Bělčovický potok in der Brtnická vrchovina (Pirnitzer Bergland). Nördlich erhebt sich der Kamenný vrch (Steinberg, 553 m n. m.), im Südwesten der Na Vyhlídce (Sonnenwendberg, 589 m n. m.), westlich der Lukšův kopec (579 m n. m.) und die Dlouhá hora (Langenberg, 628 m n. m.) sowie nordwestlich der Holubí vrch (Taubenberg, 620 m n. m.) und der Sedlo (Kreuzberg, 600 m n. m.). 
Nachbarorte sind Panenská im Norden, Pálovice im Nordosten, Menhartice und Lovčovice im Osten, Plačovice und Dešná im Südosten, Chvalkovice im Süden, Nové Sady und Marketa im Südwesten, Modletice und Nové Hobzí im Westen sowie Janov, Veselíčko, Staré Hobzí und Hejnice.

## Geschichte
Die erste urkundliche Erwähnung von Pelgkwicz erfolgte 1312, als die Frau des Matouš von Füllstein, Isolda, ihren Besitz in dem Dorf zusammen mit weiteren Gütern der Zisterzienserinnenabtei Oslawan schenkte. Im Jahre 1353 war das Dorf Sitz des Vladiken Wolf von Bělčovice, der in dem Jahre der Abtei Oslawan eine halbe Lahn in Troskotovice verkaufte. Die Feste Bělčovice erlosch im 16. Jahrhundert; vermutlich wurde das Gut in dieser Zeit an Hart angeschlossen. Als nach dem Tode des Karl Bohobud Zahradecky von Zahradek 1651 das durch den Dreißigjährigen Krieg verwüstete und stark überschuldete Gut Hart landrechtlich an den kaiserlichen Obristen Franz von Schneidau veräußert wurde, ist Wispitz als Zubehör aufgeführt. Nach Franz von Schneidaus Tod teilten sich 1674 dessen drei Söhne den Besitz. Zu dieser Zeit bestand in Wispitz ein Meierhof mit Schäferei. Nachfolgende Besitzer waren u. a. ab 1685 Maria Margarethe Trautson von Falkenstein und ab 1703 Maximilian Franz von Deblin. Nachdem der Grundherr Joseph Franz von Deblin 1784 im Lusthofer Forst von einem Wilderer ermordet worden war, ging der Familienfideikommiss der Grafen Deblin zwecks Errichtung einer Kadettenstiftung ins Eigentum der Markgrafschaft Mähren über und wurde von der mährisch-schlesischen Staatsgüter-Administration in Klosterbruck verwaltet. Diese hob den Meierhof in Wispitz auf und verteilte dessen Fluren 1787 im Zuge der Raabisation an 14 Siedler, die je 20 Metzen Acker-, Wiesen- und Gartenland erhielten. Die Kapelle in Wispitz wurde zu dieser Zeit entweiht und dem Verfall überlassen. 1789 wurde das Gut Alt-Hart dem Brünner Textilfabrikanten Johann Peter Flick verpachtet, der es 1806 auch käuflich erwarb. 1793 gab es in Wispitz 34 Häuser, in denen 179 Menschen lebten. Johann Maximilian von Flick verkaufte die Allodialherrschaft Alt-Hart 1823 an Theresia verw. von Trauttmansdorff, die drei Jahre später auch die Herrschaft Jamnitz erwarb und beide vereinigte.
Im Jahre 1834 bestand das im Znaimer Kreis gelegene Dorf Wispitz bzw. Wišpice, auch Blegčowice genannt, aus 37 Häusern mit 187 überwiegend deutschsprachigen Einwohnern. Erwerbsquellen bildeten die Landwirtschaft sowie der Tagelohn in den Fabriken von Alt-Hart. Im Ort gab es ein Wirtshaus. Pfarr- und Schulort war Neustift. Theresia von Trauttmansdorff veräußerte die Herrschaften Jamnitz-Alt-Hart 1841 an Alfons von Pallavicini. Bis zur Mitte des 19. Jahrhunderts blieb Wispitz den vereinigten Allodialherrschaften Jamnitz-Alt-Hart untertänig.
Nach der Aufhebung der Patrimonialherrschaften bildete Wispitz / Bělčovice ab 1848 eine Gemeinde im Gerichtsbezirk Jamnitz. Ab 1869 gehörte Wispitz zum Bezirk Datschitz; zu dieser Zeit hatte das Dorf 179 Einwohner und bestand aus 37 Häusern. Seit den 1870er Jahren wurden alternativ Bělčovice und Vyšice als tschechische Ortsnamen verwendet. Im Jahre 1875 entstand eine einklassige Dorfschule. 1896 wurde die Gemeinde dem Bezirk Mährisch Budwitz zugeordnet. Im Jahre 1900 lebten in Wispitz 179 Personen; 1910 waren es 160. Ab 1915 besuchten auch die Qualkowitzer Kinder die Wispitzer Schule. Nach dem Ersten Weltkrieg zerfiel der Vielvölkerstaat Österreich-Ungarn, das Dorf wurde 1918 Teil der neu gebildeten Tschechoslowakischen Republik. Beim Zensus von 1921 lebten in den 36 Häusern von Wispitz 180 Personen, darunter 152 Deutsche und 28 Tschechen. Seit 1924 wird nur noch Bělčovice als tschechischer Ortsname verwendet. Die Dorfstraße wurde 1925 befestigt und zugleich der Bělčovický potok reguliert. Im Jahre 1930 bestand Wispitz aus 36 Häusern und hatte 167 Einwohner, davon 129 Deutsche und 37 Tschechen. Nach dem Münchner Abkommen wurde die Gemeinde 1938 dem Großdeutschen Reich zugeschlagen und gehörte bis 1945 zum Kreis Waidhofen an der Thaya. 1939 lebten 141 Personen in der Gemeinde. Nach dem Ende des Zweiten Weltkrieges kam Bělčovice 1945 zur Tschechoslowakei zurück, es erfolgte die Wiederherstellung der alten Bezirksstrukturen. Am 9. Juni 1945 wurden alle deutschsprachigen Bewohner über die Grenze nach Österreich vertrieben und der Ort mit Tschechen besiedelt. 1948 wurde die Gemeinde in den Okres Dačice umgegliedert. Im Jahre 1950 hatte Bělčovice nur noch 121 Einwohner. Bei der Gebietsreform von 1960 wurde Bělčovice im Zuge der Aufhebung des Okres Dačice dem Okres Jindřichův Hradec zugeordnet. 1961 erfolgte die Eingemeindung nach Chvalkovice und am 30. April 1976 mit diesem zusammen nach Dešná. Beim Zensus von 2001 lebten in den 25 Häusern von Bělčovice 39 Personen.

## Ortsgliederung
Der Ortsteil bildet einen Katastralbezirk.

## Sehenswürdigkeiten
- Christuskönig-Kapelle auf dem Dorfanger
- Mehrere Flurkreuze